# 滇西槽舌兰
滇西槽舌兰（学名：Holcoglossum rupestre）为兰科槽舌兰属下的一个种。